# 양산 통도사 석등
양산 통도사 석등(梁山 通度寺 石燈)은 대한민국 경상남도 양산시 하북면, 통도사에 있는 고려시대의 석등이다. 
1972년 2월 12일 경상남도의 유형문화재 제70호 통도사 석등으로 지정되었다가, 2018년 12월 20일 현재의 명칭으로 변경되었다.

## 개요
우리나라 3보사찰(三寶寺刹) 중 하나인 통도사 관음전 앞에 놓여 있는 석등이다.
등불을 밝혀두는 화사석(火舍石)을 중심으로, 아래에는 8각의 받침돌을 3단으로 쌓고, 위로는 지붕돌과 머리장식을 얹었다. 아래받침돌의 옆면에는 안상(眼象)을 얕게 새겼고, 윗면에는 엎어놓은 연꽃무늬를 조각했다. 가운데기둥은 중앙에 3줄의 테를 둘렀다. 윗받침돌에는 위로 솟은 연꽃무늬를 장식하였다. 4각의 화사석은 각 면에 네모난 창을 크게 뚫어 불빛이 퍼져나오돌고 하였다. 지붕돌은 귀퉁이마다 꽃장식을 달았다. 꼭대기에는 노반(露盤:머리장식받침)과 보주(寶珠:꽃봉오리 모양의 장식)가 놓여 머리장식을 하고있다.
통일신라의 석등양식을 따르고 있으나 꽃장식이 세밀하지 못한 점으로 보아 고려시대의 작품으로 짐작된다.

## 참고 자료
- 양산 통도사 석등 - 국가유산청 국가유산포털